# Распопов, Георгий Ефимович
Георгий Ефимович Распопов (1931-2006) — комбайнёр, Герой Социалистического Труда (1973).

## Биография
Георгий Распопов родился 15 декабря 1931 года в селе Богородицкое (ныне — Песчанокопский район Ростовской области).
После окончания четырёх классов школы работал прицепщиком в машинно-тракторной станции. В 1951—1954 годах служил в Советской Армии. Демобилизовавшись, окончил курсы при Сальской школе механизации и стал комбайнёром в Целинской машинно-тракторной станции, а в 1958 года — в колхозе имени Первого мая.
Став звеньевым уборочного звена, Распопов сумел повысить общую производительность труда. После распада звена он продолжал добиваться высоких показателей в своёй работе. Так, за 1973 год он намолотил в своём колхозе и соседнем районе в общей сложности 15 тысяч центнеров зерна.
Указом Президиума Верховного Совета СССР от 7 декабря 1973 года за «большие успехи, достигнутые во Всесоюзном социалистическом соревновании, и проявленную трудовую доблесть в выполнении принятых обязательств по увеличению производства и продажи зерна и других продуктов земледелия в 1973 году» Георгий Распопов был удостоен высокого звания Героя Социалистического Труда с вручением ордена Ленина и медали «Серп и Молот».
Командировался для уборки урожая в Монголию, помогал местным жителям осваивать советскую технику.
Распопов активно занимался общественной деятельностью, избирался депутатом ряда выборных органов, в том числе депутатом Целинского районного Совета, был членом бюро Целинского райкома КПСС.
С 1991 года — на пенсии. После распада СССР вернулся к работе в селе. Проживал на хуторе Свободный Целинского района.
Умер в 2006 году, похоронен в Целине.

## Память
- В хуторе Свободный, недалеко от Майской общеобразовательной школы № 10, существует парк имени Героя Социалистического Труда Распопова Георгия Ефимовича, над которым шефствуют учащиеся школы.[2]

## Звания и награды
- Почётный гражданин Целинского района.
- Был также награждён орденом Трудового Красного Знамени и рядом медалей[1].